# Gheorghe Cașu
Gheorghe Cașu (n. 7 iunie 1970, Chișinău – d. 13 decembrie 1991, Dubăsari) a fost un erou-martir. El a luptat pentru independența și integritatea Republicii Moldova.

## Biografie
Gheorghe Cașu s-a născut la 7 iunie 1970 în orașul Chișinău, într-o familie de intelectuali. Tatăl, Alexei Cașu, doctor în matematică, a fost cercetător științific superior la Institutul de Matematică al Academiei de Științe a Moldovei, iar mama, Maria Cașu, inginer principal la Institutul de Geografie al Academiei de Științe a Moldovei. După absolvirea Școlii medii de cultură generală nr. 11 (în prezent Liceul Teoretic „Ion Creangă” din municipiul Chișinău) în anul 1987, se înscrie la Universitatea Tehnică din Moldova, Facultatea de Radioelectronică.
Își întrerupe studiile în anul 1988, fiind înrolat în forțele armate ale Uniunii Sovietice. Serviciul militar în termen îl satisface în forțele militare aeriene orașul Techeli, Ungaria. În anul 1989, revenind la baștină, își continuă studiile la aceeași instituție de învățământ. În 1990, la cererea personală, este exmatriculat de la Universitatea Tehnică din Moldova, înrolându-se în Detașamentul Independent al Serviciului de Patrulă și Santinelă din cadrul MAI. În perioada anilor 1990-1991 își face studiile în cadrul Centrului de instruire al MAI, după care, în aprilie 1991, este transferat în rîndurile Brigăzii de Poliție cu Destinație Specialā „Fulger” a Ministerului Afacerilor Interne al Republicii Moldova în calitate de sergent de poliție. În același an este înmatriculat la studii în cadrul Academiei Naționale de Poliție „Ștefan cel Mare” în baza ordinului nr. 10 din 1 august 1991, la facultatea cu frecvență redusă.
În martie-decembrie 1991, împreună cu colegii săi, participă activ la operațiuni de menținere a ordinii publice, de prevenire a altercațiilor și violențelor dintre grupările paramilitare și populația băștinașă în estul țării și de reținere a infractorilor și criminalilor. La 13 decembrie 1991, alături de alți trei camarazi ai săi, este răpus de gloanțe în timpul unei operațiuni militare pentru integritatea Republicii Moldova. Gheorghe Cașu post-mortem a fost decorat cu Ordinul „Ștefan cel Mare”. Este înmormântat la Cimitirul Central din Chișinău.
O stradă din Chișinău îi poartă numele (Strada Gheorghe Cașu din Chișinău), iar școala în care a învățat, periodic, organizează manifestări în memoria lui.
La 24 ani de la moartea lui Gheorghe Cașu, a fost inaugurată o placă comemorativă în memoria lui.